# Чебрець кальміуський
 Чебре́ць ка́льміуський  (Thymus kalmiussicus) — багаторічна рослина родини глухокропивових, близько споріднена із Thymus calcareus Klokov et Des.-Shost. s.l. Вузький ендемік України, занесений до національної Червоної книги у статусі «Недостатньо відомий». В перспективі може використовуватись як декоративна, лікарська та ефіроолійна культура.

## Опис
Напівчагарничок заввишки 2,5-10 сантиметрів, який утворює щільні дернини; хамефіт. Стебла здерев'янілі, опушені короткими спрямованими вниз або відстовбурченими волосками. Листки завдовжки 7-10 мм, завширшки 0,8-1,5 мм, короткочерешкові, вузьколінійно-еліптичні, з обох боків густо опушені короткими волосками. На нижньому боці листків добре помітні залозки та жилки.
Квітконосні гілки прямостоячі, заввишки 2,5-6 см. Суцвіття — густа головчаста китиця. Чашечка дзвоникоподібно-двогуба, короткогустоволосиста, по краях ряснодовговійчаста, 2,8–3,5 мм завдовжки. Віночок двогубий, яскраво-бузкового чи рожевого кольору, 4-5,5 мм завдовжки. Квітам чебреця кальміуського притаманний сильний цитриновий запах.

## Екологія та поширення
Світлолюбна, жаро- та посухостійка рослина, здатна витримувати помірні морози. Віддає перевагу кам'янистим ґрунтам, зокрема, у Криму — відслоненням вапняків, у Приазов'ї — відслоненням гранітів. В останньому регіоні часто виступає співдомінантом в агломеративних угрупованнях, що належать до класу Sedo-Scleranthetea. В окремих осередках проективне покриття цього виду досягає 10-50 %, хоча загалом популяції чебреця кальміуського нечисельні — зазвичай, він трапляється лише як домішка до більш поширених видів чебрецю.
Розмножується насінням та вегетативно. Квітне у червні-липні. Плодоносить у серпні-вересні.
Ареал виду невеликий і складається з двох відокремлених ділянок: перша простягається уздовж річища Кальміусу, яке цілком лежить в межах Донецької області (саме за цим місцем зростання рослина і отримала свою видову назву), друга розташована на Кримському півострові, в Агармиському масиві, що поблизу міста Старий Крим.

## Статус і значення виду
Як реліктовий ендемічний вид занесений до Червоної книги України. Головними загрозами для популяцій чебреця кальміуського є заготівля рослин, витоптування худобою та руйнація місць зростання під час видобутку граніту. В межах Донецької області охороняється в заповідних урочищах Кирсанове, «Гречкіно №1», «Гречкіно №2», «Василівка», у пам'ятці природи Чердакли, в Криму охорона здійснюється на теренах пам'ятки природи загальнодержавного значення Агармиський ліс. До охоронних осередків рекомендується додати ділянку на березі річки Кальчик, що на околицях Шевченкова. Вирощується в Донецькому ботанічному саду.
Рослина має ґрунтоохоронне значення, її надземна частина («трава») придатна для видобутку ефірної олії. Лікувальні властивості цього виду подібні до таких в інших видів чебреців. Крім того, чебрець кальміуський перспективний для вирощування у садках на рівні з іншими представниками роду.